# سفر دانيال

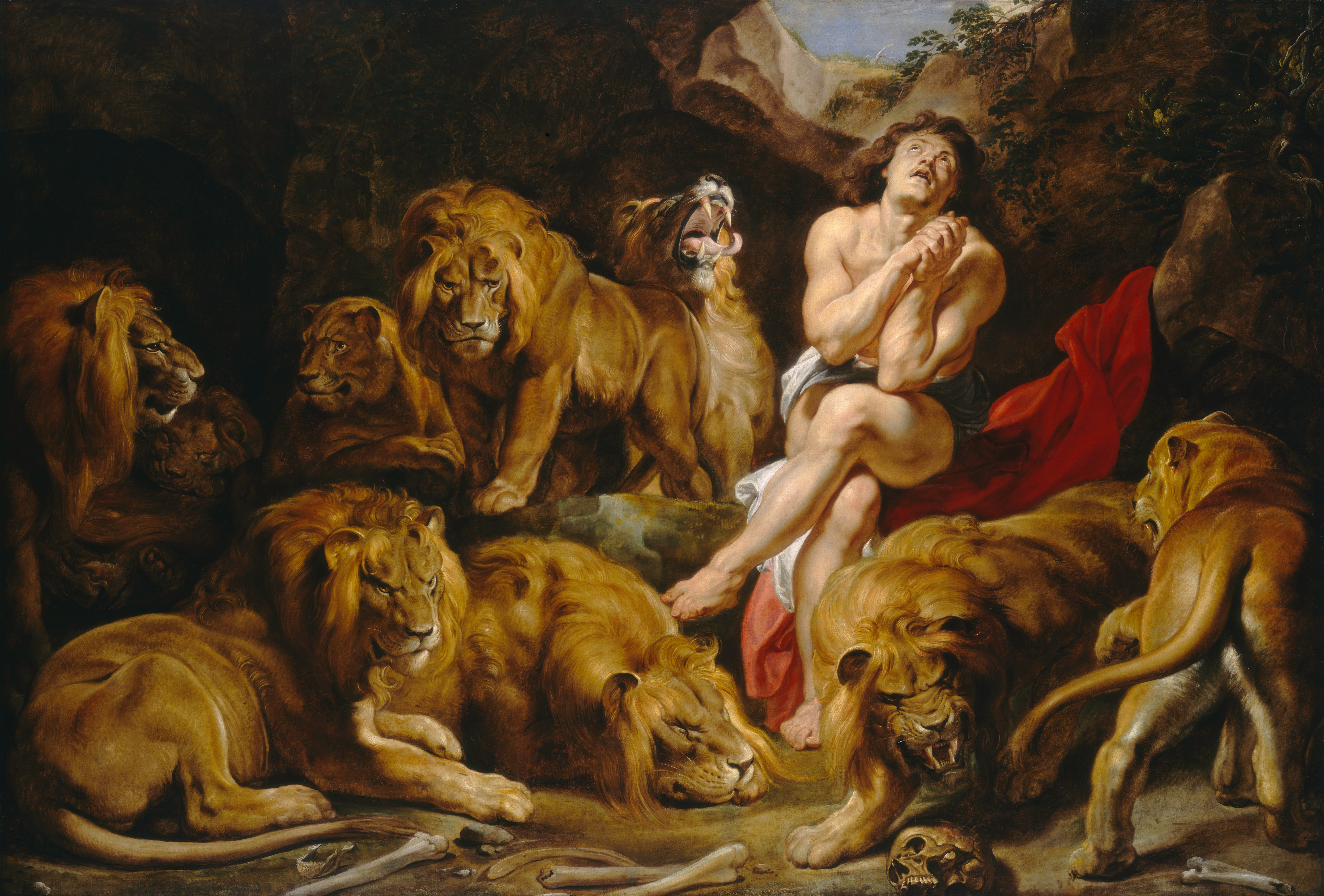
دانيال في عرين الأسود للرسام بيتر بول روبنس

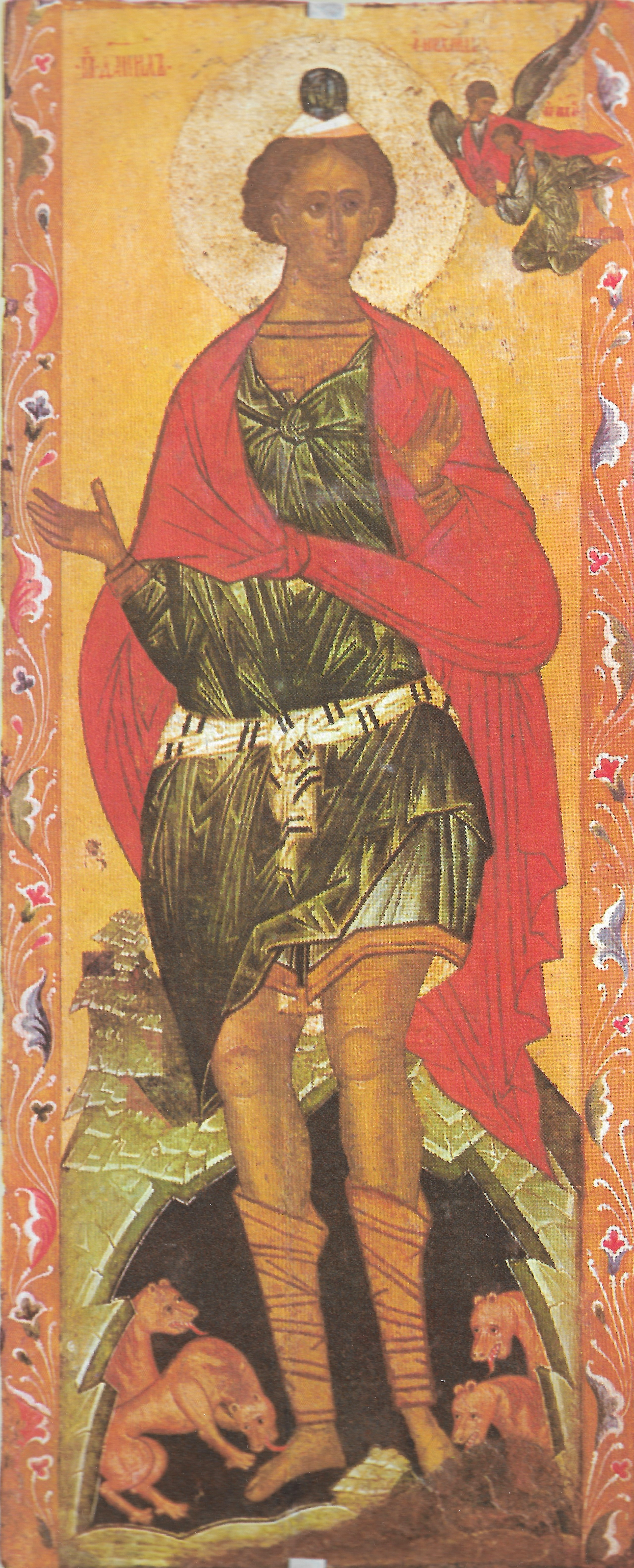
أيقونة أرثوذكسية تُصوِّر دانيال في جب الأسود

سفر دانيال هو سفر آخر من أسفار الكتاب المقدس، والذي يعود تاريخه إلى القرن الثاني قبل الميلاد، وهو يجمع بين النبوءة والتاريخ وعلم الاخرة، وهو كوني من حيث النطاق والسياسة في تركيزه. وفي لغة أكثر دنيوية، هو سرد لأنشطة ورؤى دانيال، النبي اليهودي في منفى ببابل، ورسالته هي أنه مثلما أنقذ دانيال واصدقائه إله إسرائيل من أعدائهم، فسوف يُنقِذُ جميع بنو إسرائيل من قمعها الحالي.
في الكتاب المقدس العبري يوجد السفر في جزء أسفار الكتابات، بينما في الكتاب المقدس المسيحي جمعَ مع الأنبياء الرئيسيين. ينقسم الكتاب إلى قسمين، الأول: مجموعة من ست حكايات قضائية في الإصحاحات 1-6 تليها أربع رؤى عن نهاية العالم في الإصحاحين من 7-12. تحتوي الأسفار القانونية الثانية على ثلاثةِ قصص إضافية.  تسمى تتمة سفر دانيال وهي قصة بيل والتنين وقصة سوزانا وقصة صلاة عزريا وترنيمة الأطفال.
يعود تأثير السفر إلى العصور التالية من مخطوطات البحر الميت ومؤلفي الأناجيل وسفر الرؤيا، إلى حركات مختلفة من القرن الثاني إلى الإصلاح البروتستانتي وحركات الألفية الحديثة والتي لا يزال لها تأثير عميق عليها.  تتضمن الكتب المقدسة الكاثوليكية والأرثوذكسية القصص كجزء من سفر دانيال، لكن الكتب المقدسة البروتستانتية تحذفها لأنه لا تعترف بها.

## صلاة عزريا وترنيمة الأطفال
صلاة عزريا وترنيمة الأبناء الثلاثة القديسين، عازار باختصار، هي مقطع يظهر بعد دانيال 3: 23 في عدة ترجمات للكتاب المقدس، بما في ذلك الترجمة السبعينية اليونانية القديمة. يتم قبول هذا المقطع كقانون من قبل بعض الطوائف المسيحية. يحتوي هذا المقطع على مكوناته الثلاثة الرئيسية، الأول: هو صلاة التوبة التي قام بها عزريا، صديق دانيال (المسمى عبدنغو بالبابلية، بحسب دانيال 1: 6-7) عندما كان الشبان الثلاثة في أتون النار. العنصر الثاني: هو وصف موجز للشخصية المتوهجة التي التقى بها في الفرن، لكنها لم تحترق بعد. والعنصر الثالث: هو الترنيمة التي غنوها عندما أدركوا خلاصهم. تكرر الترنيمة العبارة التالية: "سبحوا وسبحوا الرب فوق كل شيء إلى أبد الآبدين..."، كل منها يشير إلى سمة من سمات العالم. يتم قبوله كجزء من الكتاب المقدس الموحى به من قبل الكنائس الكاثوليكية والأرثوذكسية، على الرغم من أن معظم المجموعات البروتستانتية تنكر إدراجه كجزء من الكتاب المقدس.

## بيل والتنين
بيل والتنين أو بعل والتنين أو بال والتنين (بالإنجليزية: Bel and the Dragon)‏، هي قصة وجزء من سفر دانيال النبي وتظهر في المخطوطات اليونانية، لكنها غير موجودة في المخطوطات العبرية. أما الأجزاء الأول والثاني من هذا السفر، فهما ترنيمة الفتية الثلاثة في أتون النار، ثم قصة سوسنة. وأقر (مجمع ترنت) (1545 - 1563) بصحة هذه القصص الثلاث واعتبرها جزءًا أصيلًا من سفر دانيال، وقد دافع عن ذلك أوريجانوس وغيره من العلماء. تتضمن الكتب المقدسة الكاثوليكية والأرثوذكسية القصص كجزء من سفر دانيال، لكن الكتب المقدسة البروتستانتية عادة ما تحذفها.

## سوزانا
سوزانا ويطلق عيلها أحياناً سوزانا والقاضيان، هي قصة ذكرت في سفر دانيال، القصة لم تذكر في الكتاب العبري ولم يتم ذكرها في الأدب اليهودي المبكر. يتم قبوله كجزء من الكتاب المقدس الموحى به من قبل الكنائس الكاثوليكية والأرثوذكسية، على الرغم من أن معظم المجموعات البروتستانتية تنكر إدراجه كجزء من الكتاب المقدس. كما أنها لم تعتبر جزءًا من الكتب المقدسة اليهودية، على الرغم من أن القراء سوف يستجيبون ويتذكرون سوزانا ومأزقها بشكل واضح، إلا أن خاتمة القصة تؤكد ظهور دانيال كشخصية شابة من الحكمة. ولهذا السبب، تضع بعض النسخ اليونانية القديمة سفر سوزانا قبل دانيال.

## التكوين

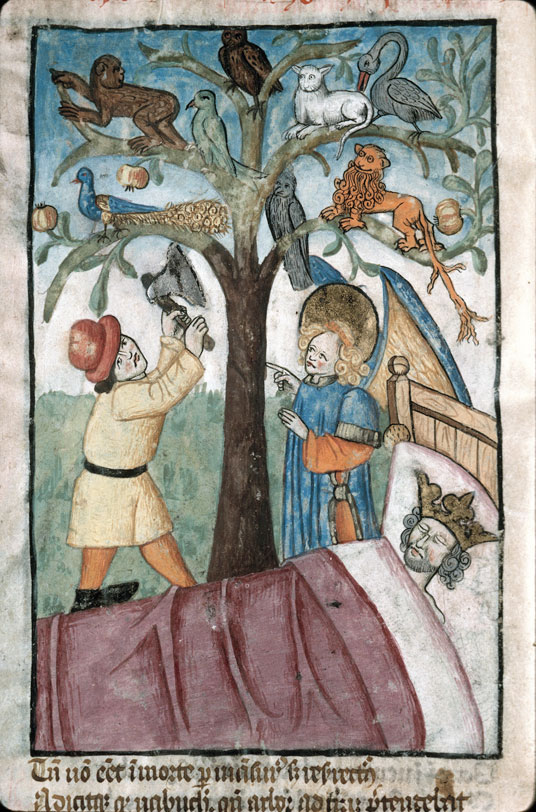
حلم نبوخذ نصر (فرنسا، القرن 15).

### التطور
من المقبول عموماً أن سفر دانيال نشأ كمجموعة من الحكايات الآرامية، والتي توسّعت في وقت لاحق بنصوص عبرية. هذه الحكايات ربما كانت في الأصل مُستقلة، ولكن التجميع المعدل كُوِّن على الأرجح في القرن الثالث، أو أوائل القرن الثاني قبل الميلاد. الإصحاح الأول تم تكوينه (بالآرامية) في هذا الوقت بمثابة مقدمة موجزة لتقديم سياق تاريخي، والتعريف بشخصيات الحكايات، وشرح كيف جاء دانيال وأصدقاؤه إلى بابل. رؤى الإصحاحان من 7-12 تمت إضافتها بعد ذلك، وترجم الإصحاح الأول إلى اللغة العبرية في المرحلة الثالثة عندما كونت النسخة الأخيرة من الكتاب.

### التأليف
سفر دانيال هو واحد من عدد كبير من الرؤى النبوئية اليهودية، والتي كتبت جميعها باسم مستعار. القصص في النصف الأول هي من أصول أسطورية، بينما رؤى النصف الثاني هي من إنتاج مؤلفين مجهولين في فترة المكابين (القرن 2 قبل الميلاد).
على الرغم من أن الكتاب بأكمله كان قد نسب تقليدياً إلى دانيال، الإصحاحان من 1-6 تروى من قبل راوٍ مجهول، باستثناء الإصحاح 4 الذي هو في شكل رسالة من الملك نبوخذ نصر؛ فقط النصف الثاني (الإصحاحان من 7-12) يتم تقدميها باسم دانيال نفسه، وتعرض من قبل الراوي المجهول في الإصحاحان 7 و 10. المؤلف/المحرر الحقيقي لسفر دانيال كان على الأرجح مثقف يهودي على دراية بالعلوم اليونانية وذو مكانة عالية في مُجتمعهِ. الكتاب هو نتاج دوائر «الحكمة»، ولكن نوع الحكمة هو mantic (اكتشاف الأسرار السماوية من خلال العلامات الدنيوية) بدلا من حكمة التعلم— والمصدر الرئيسي للحكم في دانيال هو «وحي الله».
من المعتقد أن اسم دانيال اختير كبطل السفر لأن له سمعة كحكيم في التقليد العبري. ذكره حزقيال، الذي عاش خلال فترة المنفى البابلي، مع نوح وأيوب (حزقيال 14:14) كشخصية ذات حكمة أسطورية (28:3)، ويظهر بطل اسمه دانيال في أسطورة في أواخر الألفية الثانية من أوغاريت.

### تحديد التاريخ
نبوءات دانيال دقيقة وصولاً إلى مسيرة (أنطونيو الرابع) ملك سوريا ومضطهد اليهود، ولكن ليست دقيقة في التنبؤ بوفاته: يبدو أن المؤلف يعرف عن حملتي (أنطونيو) في مصر (169، 167 قبل الميلاد)، تدنيس المعبد، تحصين Akra (قلعة بنيت داخل القدس)، ولكن يبدو أنه لا يعرف شيئاً عن إعادة بناء المعبد أو عن الظروف الفعلية لموت (أنطونيو) في أواخر 164 قبل الميلاد. لذلك، فالإصحاحان من 10-12 يجب أن تكون قد كتبت بين 167 و164 قبل الميلاد. لا يوجد دليل على فاصل زمني كبير بين تلك المذكورة والإصحاحان من 8 و 9، والإصحاح 7 ربما قد كتب قبل أشهر قليلة فقط من ذلك.
مزيد من الأدلة حول ذلك التاريخ توجد في حقيقة أن سفر دانيال هو مستبعد من أسفار الأنبياء في الكتاب المقدس العبري، والتي تم تحديدها وإغلاقها حوالي 200 قبل الميلاد، وحكمة سيراخ، التي يرجع تاريخها إلى حوالي 180 قبل الميلاد، تعتمد تقريباً على كل كتاب من كتب العهد القديم ما عدا سفر دانيال، مما دفع العلماء للاستنتاج أن الكاتب لم يكن على علم بالسفر. دانيال، مع ذلك، يتم الاستشهاد به في قسم من نبوءات سيبيل، والتي عادة ما يتم تحديد تاريخها إلى منتصف القرن 2 قبل الميلاد، وكان معروفاً في قمران في نفس الوقت، مما يدل على أن السفر كان معروفاً بداية من منتصف هذا القرن.

## تقسيم السفر
يمكن تقسيم السفر إلى جزئين: الأول تاريخي (الإصحاح الأول إلى السادس)، والثاني نبوي (الإصحاح السابع إلى الثاني عشر). ومع ذلك، يُلاحظ أن الإصحاح الثاني يدخل في القسم النبوي متفقًا مع الإصحاح السابع. ويُعتقد بأن الإصحاحين الثاني والسابع يعطون فكرة عن القوى العالمية، بينما يُعتبر الإصحاحان الثالث والسادس يعطيان فكرة عن مقاومة هذه القوى العالمية لشعب الله. ويُعتبر الإصحاح التاسع المحوري، حيث يتنبأ عن ميعاد مجيء المسيح وصلبه، ثم يتنبأ في (11:36 و12:7) عن الآلام التي سيعاني منها شعب الله في النهاية ومجيء ضد المسيح والقيامة من الأموات.

## اللغة
ومما يتميز به هذا السفر أنه خليط من اللغتين العبرية والآرامية الغربية، وفيه أيضا أكثر من اثني عشر كلمة مشتقة من الفارسية.

## النسخ
وتختلف النسخة الماسوريتية عن السبعينية ببعض الفقرات المضافة مثل (أنشودة الأطفال الثلاثة) و (بل والتنين).

## شهادة السيد المسيح لسفر دانيال
سماه السيد المسيح دانيال النبي أي أن الله هو الذي أوحي له أو أعلن له ما قاله (مت 24: 15) وقارن هذه الآية مع (دا 9: 27، 11 :31، 12: 11)
وقارن أيضًا حديث السيد المسيح عن الضيق في آخر الأيام (مت 24: 21) مع نبوة دانيال (12: 1)
وقارن أيضًا حديث السيد المسيح حين يصف مجيئه على السحاب (مت 24: 30) مع (دا 7: 13) وأشار لهذا أيضًا في حديثه مع رئيس الكهنة (مت 26: 64)
بل أن المسيح كان يطلق على نفسه لقب ابن الإنسان كما قاله دانيال (دا 7: 13) وكانت الآيات (دا 7: 13 - 14) هي الأساسي لما استعمله المسيح في وصف مجيئه الثاني (مت 10 : 23، مت 16: 27 - 28، مت 25: 31)
ويضاف لذلك أن وصف القيامة في (يو 5: 28 - 29) ما قيل في (دا 12: 2)

### ببليوجرافيا
- Bandstra، Barry L. (2008). Reading the Old Testament: An Introduction to the Hebrew Bible. Wadsworth Publishing Company. ISBN:978-0495391050. مؤرشف من الأصل في 2020-03-29.
- Bar، Shaul (2001). A Letter That Has Not Been Read: Dreams in the Hebrew Bible. Cincinnati: Hebrew Union College Press. ISBN:978-0-87820-424-3. مؤرشف من الأصل في 2020-03-29.
- Boyer، Paul S. (1992). When Time Shall Be No More: Prophecy Belief in Modern American Culture. Harvard University Press. ISBN:978-0-674-95129-7. مؤرشف من الأصل في 2020-03-29.
- Brettler، Mark Zvi (2005). How To Read the Bible. Jewish Publication Society. ISBN:9780827610019. مؤرشف من الأصل في 2020-03-29.
- Carroll، John T. (2000). "Eschatology". في Freedman، David Noel؛ Myers، Allen C. (المحررون). Eerdmans Dictionary of the Bible. Eerdmans. ISBN:9789053565032. مؤرشف من الأصل في 2019-11-30.
- Cohn، Shaye J.D. (2006). From the Maccabees to the Mishnah. Westminster John Knox Press. ISBN:9780664227432. مؤرشف من الأصل في 2019-12-19.
- Collins، John J. (1984). Daniel: With an Introduction to Apocalyptic Literature. Eerdmans. ISBN:9780802800206. مؤرشف من الأصل في 2019-12-21.
- Collins، John J. (1993). Daniel. Fortress. ISBN:9780800660406. مؤرشف من الأصل في 2019-12-23.
- Collins، John J. (1998). The Apocalyptic Imagination: An Introduction to Jewish Apocalyptic Literature. Eerdmans. ISBN:9780802843715. مؤرشف من الأصل في 2020-03-29.* Collins، John J. (2001). Seers, Sibyls, and Sages in Hellenistic-Roman Judaism. BRILL. ISBN:9780391041103. مؤرشف من الأصل في 2019-12-25.
- Collins، John J. (2002). "Current Issues in the Study of Daniel". في Collins، John J.؛ Flint، Peter W.؛ VanEpps، Cameron (المحررون). The Book of Daniel: Composition and Reception. BRILL. ISBN:978-9004116757. مؤرشف من الأصل في 2020-03-29.
- Collins، John J. (2003). "From Prophecy to Apocalypticism: The Expectation of the End". في McGinn، Bernard؛ Collins، John J.؛ Stein، Stephen J. (المحررون). The Continuum History of Apocalypticism. Continuum. ISBN:9780826415202. مؤرشف من الأصل في 2014-01-01.
- Collins، John J. (2013). "Daniel". في Lieb، Michael؛ Mason، Emma؛ Roberts، Jonathan (المحررون). The Oxford Handbook of the Reception History of the Bible. Oxford UNiversity Press. ISBN:9780191649189. مؤرشف من الأصل في 2020-03-29.
- Crawford، Sidnie White (2000). "Apocalyptic". في Freedman، David Noel؛ Myers، Allen C. (المحررون). Eerdmans Dictionary of the Bible. Eerdmans. ISBN:9789053565032. مؤرشف من الأصل في 2019-11-30.
- Cross، Frank Leslie؛ Livingstone، Elizabeth A. (2005). The Oxford Dictionary of the Christian Church. Oxford University Press. ISBN:9780192802903. مؤرشف من الأصل في 2020-03-02.
- Davies، Philip (2006). "Apocalyptic". في Rogerson، J. W.؛ Lieu، Judith M. (المحررون). The Oxford Handbook of Biblical Studies. Oxford Handbooks Online. ISBN:9780199254255. مؤرشف من الأصل في 2020-03-16.
- DeChant، Dell (2009). "Apocalyptic Communities". في Neusner، Jacob (المحرر). World Religions in America: An Introduction. Westminster John Knox Press. ISBN:9781611640472. مؤرشف من الأصل في 2019-08-16.
- Doukhan، Jacques (2000). Secrets of Daniel: wisdom and dreams of a Jewish prince in exile. Review and Herald Pub Assoc. ISBN:9780828014243. مؤرشف من الأصل في 2020-03-29.
- Dunn، James D.G. (2002). "The Danilic Son of Man in the New Testament". في Collins، John J.؛ Flint، Peter W.؛ VanEpps، Cameron (المحررون). The Book of Daniel: Composition and Reception. BRILL. ISBN:978-0391041288. مؤرشف من الأصل في 2019-12-01.
- Godden، Malcolm (2013). "Biblical Literature" The Old Testament". في Godden and، Malcolm؛ Lapidge، Michael (المحررون). The Cambridge Companion to Old English Literature. Cambridge University Press. ISBN:9781107469211. مؤرشف من الأصل في 2020-03-29.
- Grabbe، Lester L. (2002a). Judaic Religion in the Second Temple Period: Belief and Practice from the Exile to Yavneh. Routledge. ISBN:9780203461013. مؤرشف من الأصل في 2020-03-29.
- Grabbe، Lester L. (2002b). "A Dan(iel) For All Seasons". في Collins، John J.؛ Flint، Peter W.؛ VanEpps، Cameron (المحررون). The Book of Daniel: Composition and Reception. BRILL. ISBN:978-9004116757. مؤرشف من الأصل في 2020-03-29.
- Grabbe، Lester L. (2010). An Introduction to Second Temple Judaism: History and Religion of the Jews in the Time of Nehemiah, the Maccabees, Hillel, and Jesus. Continuum. ISBN:9780567552488. مؤرشف من الأصل في 2020-03-29.
- Hammer، Raymond (1976). The Book of Daniel. Cambridge University Press. ISBN:9780521097659. مؤرشف من الأصل في 2019-12-23.
- Harrington، Daniel J. (1999). Invitation to the Apocrypha. Eerdmans. ISBN:9780802846334. مؤرشف من الأصل في 2020-03-29.
- Hill، Andrew E. (2009). "Daniel". في Garland، David E.؛ Longman، Tremper (المحررون). Daniel—Malachi. Zondervan. ISBN:9780310590545. مؤرشف من الأصل في 2020-03-29.
- Hill، Charles E. (2000). "Antichrist". في Freedman، David Noel؛ Myers، Allen C. (المحررون). Eerdmans Dictionary of the Bible. Eerdmans. ISBN:9789053565032. مؤرشف من الأصل في 2019-11-30.
- Horsley، Richard A. (2007). Scribes, Visionaries, and the Politics of Second Temple Judea. Presbyterian Publishing Corp. ISBN:9780664229917. مؤرشف من الأصل في 2019-12-23.
- Knibb، Michael (2002). "The Book of Daniel in its Context". في Collins، John J.؛ Flint، Peter W.؛ VanEpps، Cameron (المحررون). The Book of Daniel: Composition and Reception. BRILL. ISBN:978-9004116757. مؤرشف من الأصل في 2020-03-29.
- Levine، Amy-Jill (2010). "Daniel". في Coogan، Michael D.؛ Brettler، Marc Z.؛ Newsom، Carol A. (المحررون). The new Oxford annotated Bible with the Apocryphal/Deuterocanonical books : New Revised Standard Version. دار نشر جامعة أكسفورد. ISBN:9780199370504. مؤرشف من الأصل في 2020-03-29.
- Lucas، Ernest C. (2005). "Daniel, Book of". في Vanhoozer، Kevin J.؛ Bartholomew، Craig G.؛ Treier، Daniel J. (المحررون). Dictionary for Theological Interpretation of the Bible. Baker Academic. ISBN:9780801026942. مؤرشف من الأصل في 2020-03-29.
- Matthews، Victor H.؛ Moyer، James C. (2012). The Old Testament: Text and Context. Baker Books. ISBN:9780801048357. مؤرشف من الأصل في 2019-12-23.
- McDonald، Lee Martin (2012). Formation of the Bible: the Story of the Church's Canon. Peabody, MA: Hendrickson Publishers. ص. 57. ISBN:978-1-59856-838-7. مؤرشف من الأصل في 2020-03-29. اطلع عليه بتاريخ 2014-07-22.
- Miller، Steven R. (1994). Daniel. B&H Publishing Group. ISBN:9780805401189. مؤرشف من الأصل في 2020-03-29.
- Niskanen، Paul (2004). The Human and the Divine in History: Herodotus and the Book of Daniel. Continuum. ISBN:9780567082138. مؤرشف من الأصل في 2019-12-27.
- Provan، Iain (2003). "Daniel". في Dunn، James D.G.؛ Rogerson، John William (المحررون). Eerdmans Commentary on the Bible. Eerdmans. ISBN:978-0-8028-3711-0. مؤرشف من الأصل في 2020-03-29.
- Redditt، Paul L. (2008). Introduction to the Prophets. Eerdmans. ISBN:9780802828965. مؤرشف من الأصل في 2020-03-29.
- Reid، Stephen Breck (2000). "Daniel, Book of". في Freedman، David Noel؛ Myers، Allen C. (المحررون). Eerdmans Dictionary of the Bible. Eerdmans. ISBN:9789053565032. مؤرشف من الأصل في 2019-11-30.
- Rowland، Christopher (2007). "Apocalyptic Literature". في Hass، Andrew؛ Jasper، David؛ Jay، Elisabeth (المحررون). The Oxford Handbook of English Literature and Theology. Oxford University Press. ISBN:9780199271979. مؤرشف من الأصل في 2020-03-29.
- Ryken، Leland؛ Wilhoit، Jim؛ Longman، Tremper (1998). Dictionary of Biblical Imagery. InterVarsity Press. ISBN:9780830867332. مؤرشف من الأصل في 2019-12-22.
- Ryken، Leland؛ Longman، Tremper (2010). The Complete Literary Guide to the Bible. Zondervan. مؤرشف من الأصل في 2020-03-29.
- Sacchi، Paolo (2004). The History of the Second Temple Period. Continuum. ISBN:9780567044501. مؤرشف من الأصل في 2020-03-29.
- Schwartz، Daniel R. (1992). Studies in the Jewish Background of Christianity. Mohr Siebeck. ISBN:9783161457982. مؤرشف من الأصل في 2020-03-29.
- Seow، C.L. (2003). Daniel. Westminster John Knox Press. ISBN:9780664256753. مؤرشف من الأصل في 2019-12-25.
- Schiffman، Lawrence H. (1991). From Text to Tradition: A History of Second Temple and Rabbinic Judaism. KTAV Publishing House. ISBN:9780881253726. مؤرشف من الأصل في 2019-12-23.
- Spencer، Richard A. (2002). "Additions to Daniel". في Mills، Watson E.؛ Wilson، Richard F. (المحررون). The Deuterocanonicals/Apocrypha. Mercer University Press. ISBN:9780865545106. مؤرشف من الأصل في 2020-03-29.
- Towner، W. Sibley (1984). Daniel. Westminster John Knox Press. ISBN:9780664237561. مؤرشف من الأصل في 2019-12-25.
- VanderKam، James C. (2010). The Dead Sea Scrolls Today. Eerdmans. ISBN:9780802864352. مؤرشف من الأصل في 2019-12-22.
- VanderKam، James C.؛ Flint، Peter (2013). The meaning of the Dead Sea scrolls: their significance for understanding the Bible, Judaism, Jesus, and Christianity. HarperCollins. ISBN:9780062243300. مؤرشف من الأصل في 2014-02-21.
- Waters، Matt (2014). Ancient Persia: A Concise History of the Achaemenid Empire, 550–330 BC. Cambridge University Press. ISBN:9781107652729. مؤرشف من الأصل في 2019-12-21.
- Weber، Timothy P. (2007). "Millennialism". في Walls، Jerry L. (المحرر). The Oxford Handbook of Eschatology. Oxford University Press. ISBN:9780199742486. مؤرشف من الأصل في 2019-12-21.
- Wesselius، Jan-Wim (2002). "The Writing of Daniel". في Collins، John J.؛ Flint، Peter W.؛ VanEpps، Cameron (المحررون). The Book of Daniel: Composition and Reception. BRILL. ISBN:978-0391041288. مؤرشف من الأصل في 2019-12-01.

## وصلات خارجية
- تعرَّف إلى سفر دانيال
- دانيال في الموسوعة البريطانية بالإنكليزية
- موسوعة الكتاب المقدس
- دانيال كنيسة السيدة العذراء بالفجالة